# Hans Stübner
Hans Stübner (* 21. August 1900 in Berlin-Friedrichshain; † 16. Dezember 1973) war ein deutscher Maler und bildender Künstler.

## Leben
Hans Stübner war Sohn von Emil-Franz-Robert Stübner und Sofie-Anna-Klara Wagner. Der Großvater Karl-Robert Stübner war Küfer. Als Schüler verdiente er sich Geld in den Kunstwerkstätten Lindhorst und begann mit ersten eigenen Entwürfen für Bildwandteppiche. 1917 wurde er zum Militär eingezogen.
Im November 1919 wurde er in die Vereinigten Staatsschulen für freie und angewandte Kunst in Berlin aufgenommen und studierte bei Ferdinand Spiegel. 1929 war er Meisterschüler an der Preußischen Akademie der Künste bei Arthur Kampf und Ernst Christian Pfannschmidt.
In der Zeit des Nationalsozialismus war Stübner Mitglied der Reichskammer der bildenden Künste. Für diese Zeit ist seine Teilnahme an 30 großen Gruppenausstellungen belegt. 1936 entwarf er Illustrationen für das Programmheft der Olympischen Spiele 1936 in Berlin.
Am 6. November 1937 heiratete er in Berlin-Lankwitz Irmtraut Richter, die er 1932 kennengelernt hatte. 1938 wurde die Tochter Anke geboren. 1941 wurde er erneut zum Kriegsdienst eingezogen, den er als Kriegsberichter der Wehrmacht im Riesengebirge sowie später an der französischen Atlantikküste leistete.
1950 erfolgte seine Berufung als Dozent für Freies Malen und Bildwandteppiche an die Staatliche Werkkunstschule Berlin (Akademie für Werkkunst und Mode, heute: Universität der Künste Berlin), wo er bis zu seiner Pensionierung 1966 tätig war.
Bis zu seinem Tode 1973 lebte und arbeitete Hans Stübner als freier Maler in Berlin-Nikolassee. Werke von Hans Stübner befinden sich unter anderem in den Kollektionen folgender Museen: Berlinische Galerie, Berlin-Museum, Lehmbruck-Museum (Duisburg), Museum der Stadt Nordhausen, Städtische Schloßgalerie Oberhausen, Kunstgeschichtliches Museum (Osnabrück), Stiftland-Museum (Waldsassen).
Stübners Grab befindet sich auf dem Evangelischen Kirchhof Nikolassee in Berlin.
Sein umfangreicher Nachlass wird von der Schulz-Stübner-Stiftung „Ein Leben mit Bildern“ betreut.